# Diocesi di Ségou

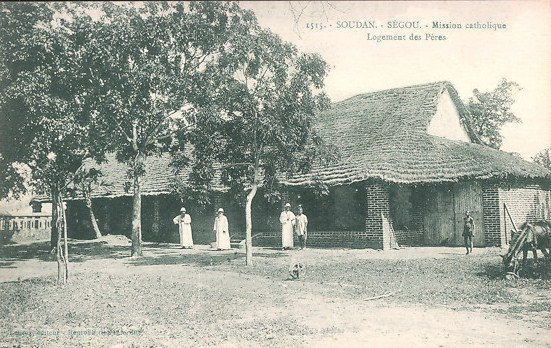
Antica cartolina (1915) ritraente i missionari davanti alla missione di Ségou.

La diocesi di Ségou (in latino Dioecesis Seguensis) è una sede della Chiesa cattolica in Mali suffraganea dell'arcidiocesi di Bamako. Nel 2022 contava 27.600 battezzati su 2.636.000 abitanti. È retta dal vescovo Augustin Traoré.

## Territorio
La diocesi comprende i circondari di Barouéli, Niono e Ségou nella regione di Ségou, e il circondario di Dioïla nella regione di Koulikoro in Mali.
Sede vescovile è la città di Ségou, dove si trova la cattedrale dell'Immacolata Concezione.
Il territorio si estende su 60.000 km² ed è suddiviso in 6 parrocchie.

## Storia
I primi missionari a raggiungere la città di Ségou furono i Missionari d'Africa Ficheux, Eveillard, Hacquard e Dupuis, il 1º aprile 1895. Questi ultimi due proseguirono fino a Timbuctù, mentre gli altri due si fermarono e fondarono la missione di Ségou, che per molti anni rimase unita a Bamako.
La diocesi è stata eretta il 10 marzo 1962 con la bolla Sacra christiani di papa Giovanni XXIII, ricavandone il territorio dall'arcidiocesi di Bamako.

## Cronotassi dei vescovi
Si omettono i periodi di sede vacante non superiori ai 2 anni o non storicamente accertati.
- Pierre Louis Leclerc, M.Afr. † (10 marzo 1962 - 1º luglio 1974 dimesso)
- Mori Julien-Marie Sidibé † (1º luglio 1974 - 25 marzo 2003 deceduto)
- Augustin Traoré, dal 30 ottobre 2003

## Statistiche
La diocesi nel 2022 su una popolazione di 2.636.000 persone contava 27.600 battezzati, corrispondenti all'1,0% del totale.
| anno | popolazione | popolazione | popolazione | presbiteri | presbiteri | presbiteri | presbiteri                | diaconi | religiosi | religiosi | parrocchie |
| anno | battezzati  | totale      | %           | numero     | secolari   | regolari   | battezzati per presbitero | diaconi | uomini    | donne     | parrocchie |
| ---- | ----------- | ----------- | ----------- | ---------- | ---------- | ---------- | ------------------------- | ------- | --------- | --------- | ---------- |
| 1969 | 4.850       | 645.000     | 0,8         | 17         | 17         |            | 285                       |         |           | 19        | 5          |
| 1980 | 6.220       | 820.000     | 0,8         | 15         | 3          | 12         | 414                       |         | 14        | 18        | 5          |
| 1990 | 9.411       | 1.283.000   | 0,7         | 11         | 6          | 5          | 855                       |         | 5         |           | 5          |
| 1999 | 11.466      | 1.750.000   | 0,7         | 12         | 10         | 2          | 955                       |         | 2         | 25        | 5          |
| 2000 | 11.681      | 1.752.000   | 0,7         | 13         | 11         | 2          | 898                       |         | 2         | 23        | 5          |
| 2002 | 12.379      | 2.563.140   | 0,5         | 12         | 10         | 2          | 1.031                     |         | 3         | 23        | 5          |
| 2003 | 12.970      | 2.563.140   | 0,5         | 15         | 13         | 2          | 864                       |         | 3         | 26        | 5          |
| 2004 | 13.399      | 2.784.052   | 0,5         | 15         | 13         | 2          | 893                       |         | 2         | 26        | 5          |
| 2010 | 15.799      | 2.000.000   | 0,8         | 17         | 14         | 3          | 929                       |         | 3         | 25        | 6          |
| 2014 | 22.568      | 2.180.000   | 1,0         | 15         | 15         |            | 1.504                     |         |           | 26        | 6          |
| 2017 | 24.510      | 2.355.000   | 1,0         | 14         | 14         |            | 1.750                     |         |           | 25        | 6          |
| 2020 | 26.130      | 2.489.780   | 1,0         | 13         | 13         |            | 2.010                     |         |           | 25        | 6          |
| 2022 | 27.600      | 2.636.000   | 1,0         | 15         | 15         |            | 1.840                     |         |           | 32        | 6          |